# Рагнар Сигурдссон
Ра́гнар Си́гурдссон, Рагнар Сигюрдссон (исл. Ragnar Sigurðsson; 19 июня 1986, Рейкьявик) — исландский футболист и тренер, защитник. Выступал за сборную Исландии.

## Карьера

### Клубная
Рагнар начал профессиональную карьеру на родине в клубе «Филкир». В 2006 году он перешёл в шведский «Гётеборг». 6 апреля 2007 года футболист дебютировал в Аллсвенскане. В 2007 году Рагнар сыграл 26 матчей в чемпионате Швеции и помог «Гётеборгу» занять первое место по итогам сезона 2007. После удачного дебюта в Швеции, исландский футболист попал в сферу интересов клубов из Франции, Англии, Италии и Германии. Спортивный директор «Гётеборга» Хокан Мельд отметил, что клуб может получить за талантливого защитника около 3 млн евро. Но Рагнар остался в шведском клубе и в следующем сезоне провёл 29 матчей из 30 в Аллсвенскане. В 2008 году клуб из Гётеборга финишировал на третьем месте в чемпионате, выиграл Кубок и Суперкубок Швеции. Рагнар Сигурдссон оставался в «Гётеборге» до 2011 года. За пять сезонов в этом клубе он выходил на поле в 125 матчах и забил 12 голов"
30 мая 2011 года подписал четырёхлетний контракт с датским клубом «Копенгаген». Сумма сделки составила около 5,5 млн. датских крон.
16 января 2014 года был продан российскому клубу «Краснодар». В составе «Краснодара» провёл 86 официальных матчей, в которых забил 4 мяча и сделал 3 результативных передачи.
23 августа 2016 года подписал двухлетний контракт с английским «Фулхэмом». 3 августа 2017 года «Рубин» арендовал Сигурдссона на год.
18 января 2018 года подписал контракт с российским клубом «Ростов».
1 января 2020 года ФК «Ростов» объявил о расторжении контракта с Сигурдссоном по обоюдному согласию сторон.
18 января 2021 года подписал контракт с украинским «Рухом» (Львов) сроком на полгода с возможностью продления ещё на 1 год. 8 марта 2021 года дебютировал в составе «Руха» в рамках Премьер-лиги Украины, выйдя в стартовом составе в домашнем матче против черниговской «Десны» (0:4). На 21-й минуте из-за ошибки Сигурдссона, который неудачно выбил мяч, Тотовицкий сделал пас на Чепурненко, который точно пробил по воротам — 0:1; на 46 минуте был заменен на Романа Гагуна.

### В сборной
Рагнар является игроком сборной Исландии с 2007 года. Его дебют за национальную команду состоялся в августе 2007 года в товарищеской встрече с Канадой. 27 июня 2016 года Сигурдссон во время матча 1/8 финала чемпионата Европы 2016 года забил гол в ворота сборной Англии. В итоге его сборная победила 2:1 и вышла в 1/4 турнира, а Рагнар был признан лучшим игроком матча.

## Достижения
Гётеборг
- Чемпион Швеции: 2007
- Обладатель Кубка Швеции: 2008
- Обладатель Суперкубка Швеции: 2008
- Финалист Кубка Швеции: 2007, 2009
- Финалист Суперкубка Швеции: 2009, 2010

 Копенгаген
- Чемпион Дании: 2012/13
- Обладатель Кубка Дании: 2011/12

 Краснодар
- Финалист Кубка России: 2013/14
- Бронзовый призёр Чемпионата России 2014/15